# Pic d'Endron
El Pic d'Endron es un estratovolcán de los Mediodía-Pirineos, en la comuna de Auzat. Forma una gran caldera reformada posteriormente por un glaciar durante la última glaciación; convirtiéndolo en un valle de origen glaciar y también de origen volcánico. Tiene una estación de esquí.